# SN 1960M
SN 1960M – supernowa typu I odkryta 26 października 1960 roku w galaktyce NGC 2565. W momencie odkrycia miała maksymalną jasność 17,00m.